# NGC 3602
NGC 3602 (другие обозначения — MCG 3-29-17, ZWG 96.17, PGC 34351) — спиральная галактика (Sb) в созвездии Льва. Открыта Альбертом Мартом в 1865 году.
NGC 3602 является, возможно, одним из самых необычных объектов в известной вселенной, поскольку он имеет самую высокую концентрацию звезд Вольфа — Райе. Совместно с NGC 3576, находящемся примерно в два раза ближе к Млечному Пути, является важным примером покраснения спектра удаленных объектов: звезды NGC 3602 образовались в туманности, испускающей красные и голубые водородные линии, а также выбрасывающей вовне частицы пыли. Пыль поглощает волны голубого спектра лучше, чем красного, что вызывает видимое покраснение спектра и затрудняет исследование объекта. Для схожего NGC 3576 покраснения не наблюдается.
Этот объект входит в число перечисленных в оригинальной редакции «Нового общего каталога».